# Dietrich Katzenstein

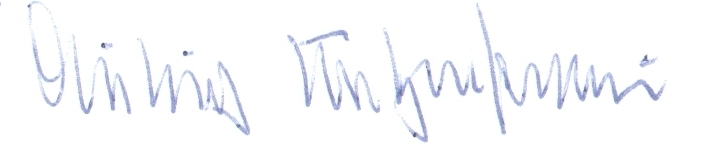
Signatur Dietrich Katzenstein

Dietrich Edgar Katzenstein (* 19. März 1923 in Hamburg; † 10. September 2008 ebenda) war von 1975 bis 1987 Richter des deutschen Bundesverfassungsgerichts.

## Leben
Ab 1943 studierte Katzenstein an den Universitäten in Hamburg,
Freiburg und Mainz Rechtswissenschaften und Theologie. Er promovierte 1948 Bei Rudolf Sieverts und Ottokar Tesar. Nach Beendigung seiner juristischen Ausbildung mit dem Großen Staatsexamen 1951 trat Katzenstein in Hamburg in den Justizdienst ein. 1953 wurde er Landgerichtsrat. Nach einer Abordnung an die Hamburgische Landesvertretung in Bonn bis 1958 war Katzenstein in verschiedenen richterlichen Funktionen, zuletzt als Landgerichtsdirektor in Hamburg und als nebenamtliches Mitglied des Hamburgischen Verfassungsgerichts tätig, ehe er von 1965 bis 1975 als Präsident dem Landeskirchenamt Hamburg vorstand.

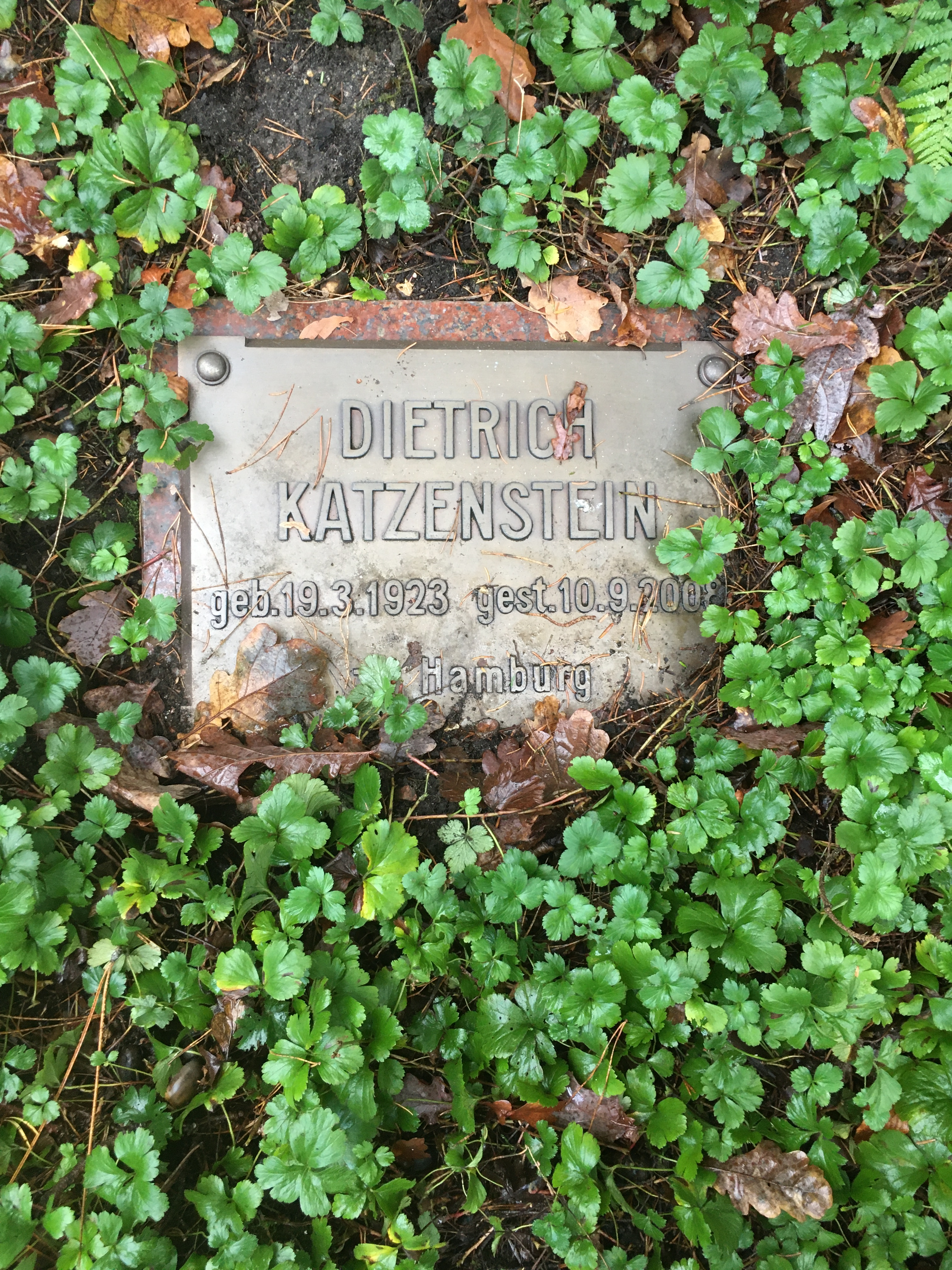
Grabstätte auf dem Friedhof Ohlsdorf

Nach seiner Wahl zum Richter des Bundesverfassungsgerichts gehörte Katzenstein dessen erstem Senat vom 7. November 1975 bis zum 16. November 1987 an. Seine Schwerpunkte waren die Sozial- und Eigentumsrechte, insbesondere der Gleichheitsgrundsatz.
Dietrich Katzenstein wurde 1986 zum Honorarprofessor an der Eberhard-Karls-Universität Tübingen ernannt. Er wurde für seine Arbeit mit dem Großen Verdienstkreuz mit Stern und Schulterband des Verdienstordens der Bundesrepublik Deutschland geehrt. 2008 verstarb er 85-jährig und wurde in der Familiengrabstätte auf dem Friedhof Ohlsdorf beigesetzt. Sie liegt im Planquadrat Z 21, östlich des Nordteichs nahe der Waldstraße.